# ازکیل مانزانو
ازکیل مانزانو (انگلیسی: Ezequiel Manzano؛ زادهٔ ۴ اکتبر ۱۹۸۸) بازیکن فوتبال اهل ایتالیا است.